# De Goede Hoop (Mijnsheerenland)
De Goede Hoop is een korenmolen uit 1749 gelegen in de Zuid-Hollandse plaats Mijnsheerenland. De witte, ronde stenen molen ligt aan de Binnenbedijkte Maas en is moeilijk te zien van buitenaf.
De molen is nadat deze in de jaren '50 buiten bedrijf is gekomen nog wel sporadisch aan het draaien gebracht, tot dit einde jaren '90 door de sterk verslechterde biotoop en conditie van de molen niet meer mogelijk was. Uiteindelijk is met in 2010 gestart met de restauratie van de molen. Eind 2017 werden de gerestaureerde roeden opnieuw aangebracht en opgehekt. Inmiddels kan de molen weer draaien, malen is nog niet mogelijk